# FAM170A
FAM170A (англ. Family with sequence similarity 170 member A) – білок, який кодується однойменним геном, розташованим у людей на 5-й хромосомі. Довжина поліпептидного ланцюга білка становить 330 амінокислот, а молекулярна маса — 37 158.
| 10         |  | 20         |  | 30         |  | 40         |  | 50         |
| ---------- |  | ---------- |  | ---------- |  | ---------- |  | ---------- |
| MKRRQKRKHL |  | ENEESQETAE |  | KGGGMSKSQE |  | DALQPGSTRV |  | AKGWSQGVGE |
| VTSTSEYCSC |  | VSSSRKLIHS |  | GIQRIHRDSP |  | QPQSPLAQVQ |  | ERGETPPRSQ |
| HVSLSSYSSY |  | KTCVSSLCVN |  | KEERGMKIYY |  | MQVQMNKGVA |  | VSWETEETLE |
| SLEKQPRMEE |  | VTLSEVVRVG |  | TPPSDVSTRN |  | LLSDSEPSGE |  | EKEHEERTES |
| DSLPGSPTVE |  | DTPRAKTPDW |  | LVTMENGFRC |  | MACCRVFTTM |  | EALQEHVQFG |
| IREGFSCHVF |  | HLTMAQLTGN |  | MESESTQDEQ |  | EEENGNEKEE |  | EEKPEAKEEE |
| GQPTEEDLGL |  | RRSWSQCPGC |  | VFHSPKDRNS |  |            |  |            |

A: Аланін

C: Цистеїн

D: Аспарагінова кислота

E: Глутамінова кислота

F: Фенілаланін

G: Гліцин

H: Гістидин

I: Ізолейцин

K: Лізин

L: Лейцин

M: Метіонін

N: Аспарагін

P: Пролін

Q: Глутамін

R: Аргінін

S: Серин

T: Треонін

V: Валін

W: Триптофан

Кодований геном білок за функціями належить до активаторів, фосфопротеїнів. 
Задіяний у таких біологічних процесах, як транскрипція, регуляція транскрипції, альтернативний сплайсинг. 
Білок має сайт для зв'язування з іонами металів, іоном цинку, ДНК. 
Локалізований у ядрі.